# Simon van der Meer
Simon van der Meer (ur. 24 listopada 1925 w Hadze, zm. 4 marca 2011 w Genewie) – holenderski fizyk, noblista.

## Życiorys
Urodził się w Hadze, w Holandii. Ukończył szkołę średnią w Hadze, a następnie studiował na Politechnice w Delfcie. Po uzyskaniu tytułu inżyniera pracował w laboratoriach Philipsa w Eindhoven. W 1956 roku przeniósł się do Genewy, gdzie został zatrudniony w CERN.
Pod koniec lat siedemdziesiątych opracował teorię chłodzenia stochastycznego, która umożliwiła budowę wielkiego akceleratora protonowo-antyprotonowego. Akcelerator pozwolił na uzyskanie zwartych wiązek antycząstek, koniecznych do utworzenia bozonów W i Z.
W 1984 roku Simon van der Meer wraz z Carlo Rubbią otrzymali Nagrodę Nobla w dziedzinie fizyki.
Był członkiem Królewskiej Holenderskiej Akademii Sztuk i Nauk.